# Polyorthini
De Polyorthini zijn een geslachtengroep van vlinders uit de familie bladrollers (Tortricidae).

## Geslachten
- Apura
- Ardeutica
- Biclonuncaria
- Chlorortha
- Clonuncaria
- Cnephasitis
- Ebodina
- Epelebodina
- Histura
- Histurodes
- Isotrias
- Lopharcha
- Lophoprora
- Lypothora
- Olindia
- Polylopha
- Polyortha
- Polyvena
- Pseudatteria
- Pseuduncifera
- Scytalognatha
- Sociosa
- Thaumatotoptila
- Xeneboda